# Pierre Peloux
Pour les articles homonymes, voir Peloux.
Pierre Peloux, né à Marseille le 21 octobre 1748 et mort en Espagne en 1794, est un notable et homme politique marseillais qui fut membre de l'Assemblée nationale constituante et un des dirigeants de l'insurrection fédéraliste de Marseille en 1793.

## Biographie
Négociant en soies, Pierre Peloux fut élu député suppléant du tiers état de la sénéchaussée de Marseille aux États généraux de 1789 avant d'être admis à siéger le 17 septembre 1790 en remplacement de Michel Roussier démissionnaire. Son rôle dans l'Assemblée nationale fut très effacé.
Au printemps 1793, il devient, avec Antoine Castelanet, un des chefs du mouvement sectionnaire de Marseille qui s'était insurgé contre la Convention montagnarde et son représentant à Marseille, le "Club patriotique des amis de la Constitution". Il est élu président du Comité général des 32 sections de Marseille qui se crée le 1er mai 1793. Le 12 juin, ce comité destitue l'ancienne municipalité et la remplace par une municipalité provisoire composé de deux représentants de chaque section. Il publie en même temps un « manifeste des républicains marseillais » qui se déclare en insurrection contre la Convention. Celle-ci répond le 19 juin, en cassant les décisions prises par le Comité Général des sections de Marseille et en mandant Peloux et Castelanet à sa barre.
Comme les Girondins dont ils sont proches, Peloux et Castelanet sont profondément républicains. Par haine du jacobinisme, ils vont pourtant accepter que le mouvement sectionnaire se développe en un mouvement fédéraliste dont s'emparent les forces aristocratiques et royalistes. Le 15 août, ils se retrouvent d'ailleurs aux côtés de Raymond fils aîné, de Pierre Laugier et de Jean Abeille, royaliste notoire, pour mettre sur pied un comité de sûreté et d'exécution qui jouit de pouvoirs illimités et dont la tâche principale sera, sous prétexte d'assurer l'approvisionnement alimentaire de la population marseillaise, de prendre contact avec les représentants de deux états en guerre avec la France, l'amiral Hood, commandant de l'escadre anglaise, et l'amiral Langora, commandant de l'escadre espagnole.
Lorsque l'armée du général Carteaux rentre dans Marseille le 25 août 1793, Peloux s'enfuit à Toulon, puis en Espagne où il sera emprisonné et où il mourra en 1794.